# Халид, Мухаммад
Мухаммад Халид (англ. Muhammad Khalid, 18 марта 1973) — пакистанский хоккеист (хоккей на траве), нападающий. Бронзовый призёр летних Олимпийских игр 1992 года, участник летних Олимпийских игр 1996 года.

## Биография
Мухаммад Халид родился 18 марта 1973 года.
В 1992 году вошёл в состав сборной Пакистана по хоккею на траве на летних Олимпийских играх в Барселоне и завоевал бронзовую медаль. Играл на позиции нападающего, провёл 5 матчей, мячей не забивал.
В 1996 году вошёл в состав сборной Пакистана по хоккею на траве на летних Олимпийских играх в Атланте, занявшей 6-е место. Играл на позиции нападающего, провёл 7 матчей, забил 1 мяч в ворота сборной Германии.
В 2002 году завоевал бронзовую медаль хоккейного турнира Игр Содружества в Манчестере.